# 65-й штурмовой авиационный полк (1-го формирования)
Не следует путать с 65-м штурмовым авиационным полком 2-го (условно) формирования
65-й штурмовой авиационный полк — воинское подразделение вооружённых сил СССР в Великой Отечественной войне.

## Наименования полка
- 9-й легко-бомбардировочный авиационный полк (03.1938 г.)[1];
- 9-й легкий штурмовой авиационный полк;
- 9-й штурмовой авиационный полк[1];
- 65-й штурмовой авиационный полк (01.09.1940 г.)[1];
- 17-й гвардейский штурмовой авиационный полк.

## История
Полк был образован путём переименования 9-го легко-штурмового авиационного полка ВВС Ленинградского военного округа на аэродроме Дно летом 1940 года.
В составе действующей армии с 22.06.1941 по 08.03.1942.

###### 1941 год
На 22 июня базировался на аэродроме Гривочки неподалёку от города Дно. На вооружении полка состояли 74 И-15 бис; также полком были получены 6 Ил-2, которые по невыясненным причинам остались в Воронеже. С 29 июня наносит удары по танковым и мотомеханизированным колоннам противника.
В июле из состава полка выделен 65-й штурмовой авиаполк двухэскадрильного состава, который оснастили самолётами Ил-2 и перебросили под Москву, три эскадрильи И-15 бис направлены в Карелию. 19 июля прибыла одна эскадрилья полка, а 27 июля ещё две. Базировался полк на полевом аэродроме под Петрозаводском. С момента прибытия поддерживал с воздуха войска 7-й армии, штурмовал колонны, уничтожал переправы. Уже 21 июля атаковал подразделение финских танков и повредил 5 машин. В частности, в течение сентября (из лётной книжки Героя Советского Союза П. А. Самохина):

- 1 сентября 1941 года. В составе шести самолётов атаковали бомбами и пулемётным огнём до 60 грузовых и 10 легковых автомашин противника, идущих к передовой. Несмотря на сильный огонь зенитной артиллерии и крупнокалиберных пулемётов, было уничтожено 15 автомашин.
- 4 сентября. Вместе с другими лётчиками полка Самохин штурмовал четыре автомашины и прислугу зенитной батареи. Машины и батарея были выведены из строя.
- 8 сентября. В составе звена Самохин атаковал шесть крытых автомашин и уничтожил их.
- 9 сентября. Прямым попаданием фугасной бомбы лётчик уничтожил танк противника.
- 10 сентября. В стыке шоссейных дорог в районе Лодейного Поля Самохин в составе звена атаковал и уничтожил четыре автомашины с грузом.
- 15 сентября. Четвёрка «чаек» под командованием Самохина обнаружила и атаковала колонну вражеских танков в районе Пряжа. Метким попаданием бомб она уничтожила три танка. Колонна была задержана на несколько часов.
- 19 сентября. Шестёрка «чаек» уничтожила севернее Киндасова войсковой штаб противника, что было подтверждено сводкой штаба 7-й воздушной армии

В конце октября полк передан в 103-ю смешанную авиационную дивизию и разместился на Сегежском аэроузле на аэродроме с бревенчатым покрытием взлётно-посадочной полосы, а с наступлением зимы — на льду озера. Поддерживал войска 14-й армии. Так, 4 декабря вёл штурмовку колонны немецких танков, прорвавшихся к посёлку Повенец, который находился в устье Беломорско-Балтийского канала. В декабре полк понёс большие потери в самолётном парке и был перебазирован на аэродром Колежма, южнее Соловецких островов. Там полк был перевооружён самолётами «Харрикейн» и начал боевые действия с аэродрома Подужемье.

###### 1942 год
К марту полк уничтожил 25 танков, 683 автомашины, 13 самолётов, до 3 полков пехоты врага.
Приказом Наркома обороны СССР № 70 от 7 марта 1942 года преобразован в 17-й гвардейский штурмовой авиационный полк. При этом часть управленческого, лётного и технического состава была передана во вновь формируемый 767-й истребительный авиационный полк (по-видимому, с оставшимися в боях самолётами «Харрикейн»), а сам полк перевооружён самолётами Ил-2. Остававшиеся И-15бис были переданы во вновь формирующийся 828-й штурмовой авиационный полк.
Несколько воинов полка, уже в составе 17-го гвардейского штурмового авиационного полка, удостоены званий Героя Советского Союза.

## Подчинение
| Дата            | Фронт (округ)    | Армия               | Корпус | Дивизия                             | Примечания |
| --------------- | ---------------- | ------------------- | ------ | ----------------------------------- | ---------- |
| 22.06.1941 года | Северный фронт   | -                   | -      | 2-я смешанная авиационная дивизия   | -          |
| 01.07.1941 года | Северный фронт   | -                   | -      | 2-я смешанная авиационная дивизия   | -          |
| 10.07.1941 года | Северный фронт   | -                   | -      | 2-я смешанная авиационная дивизия   | -          |
| 01.08.1941 года | Северный фронт   | 7-я армия           | -      | 55-я смешанная авиационная дивизия  | -          |
| 01.09.1941 года | Карельский фронт | -                   | -      | 55-я смешанная авиационная дивизия  | -          |
| 01.10.1941 года | -                | 7-я отдельная армия | -      | 55-я смешанная авиационная дивизия  | -          |
| 01.11.1941 года | Карельский фронт | 14-я армия          | -      | 103-я смешанная авиационная дивизия | -          |
| 01.12.1941 года | Карельский фронт | -                   | -      | 103-я смешанная авиационная дивизия | -          |
| 01.01.1942 года | Карельский фронт | -                   | -      | 103-я смешанная авиационная дивизия | -          |
| 01.02.1942 года | Карельский фронт | -                   | -      | 103-я смешанная авиационная дивизия | -          |
| 01.03.1942 года | Карельский фронт | -                   | -      | 103-я смешанная авиационная дивизия | -          |

## Командиры
- капитан, майор, подполковник, полковник Филин Василий Михайлович[3], 03.1938 — 18.07.1941
- Белоусов, Владимир Игнатьевич, полковник, с 21.06.1941 по 20.11.1942
- Полковник Филин Василий Михайлович[4], с июня 1941 года по 18 июля 1941 года (временно исполнял обязанности командира полка будучи в должности заместителя командира 55-й смешанной авиационной дивизии)

## Воины полка
| Награда | Ф. И.О.                         | Должность                        | Звание            | Дата       | Примечания                                                                                           |
| ------- | ------------------------------- | -------------------------------- | ----------------- | ---------- | --- |
|         | Краснолуцкий, Митрофан Петрович | заместитель командира полка      | майор             | 16.01.1942 | таран самолёта 12.08.1941                                                                            |
|         | Книжник, Василий Аверкиевич     | Заместитель командира эскадрильи | лейтенант         | 01.05.1942 | таран самолёта 24.01.1942                                                                            |
| -       | Коробейников, Кузьма Петрович   | Лётчик                           | младший лейтенант |            | огненный таран 16.09.1941 года в районе станции Ирса Киришского района.                              |
|         | Салов, Михаил Владимирович      | командир звена                   | лейтенант         | 22.02.1943 | погиб 21.11.1941. За время боёв совершил 117 боевых вылетов, уничтожил 46 автомашин                  |
|         | Саломатин, Владимир Ильич       | командир звена                   | лейтенант         | 22.02.1943 | к моменту представления (декабрь 1941) совершил 117 боевых вылетов                                   |
|         | Самохин, Пётр Яковлевич         | командир звена                   | лейтенант         | 22.02.1943 | посмертно, к моменту представления (декабрь 1941) совершил 120 боевых вылетов, в паре сбил 1 самолёт |